# Myšia hôrka
Myšia hôrka je archeologická lokalita v katastrálním území obce Spišský Štvrtok v okrese Levoča. Nachází se na vyvýšenině (620 m n. m.) asi 2 km západně od centra obce.
Stála zde opevněná obec městského charakteru, sídliště lidu otomanské kultury z počátku střední doby bronzové (cca 1 500 let před Kr.), sídliště zabíralo plochu 6 600 m².  Bylo chráněno jedinečným pevnostním systémem - hlubokým příkopem, vnější kamennou zdí a valem s palisádami. Soustřeďovala se zde výroba keramiky, kostěných, kamenných a bronzových předmětů, našly se zde i zlaté a bronzové šperky, výrobky z kostí a jantaru s mykénskou ornamentikou a fajánsové perly. V areálu se prozkoumalo 39 obydlí a obětiště se stopami po antropofágii.
Lokalita zanikla pravděpodobně v 14. století př. n. l. při velkém požáru a nebyla už více obnovena. Jde o ojedinělé naleziště svého druhu ve střední Evropě.
Přístup je možný z obcí Jánovce nebo Spišský Štvrtok, které leží na křižovatce silnic I/18 a II/536. Z obou obcí vedou k lokalitě neznačené chodníky.